# آلخاندرو سانز
آلخاندرو سانز (به اسپانیایی: Alejandro Sanz) (زاده ۱۸ سپتامبر ۱۹۶۸) خواننده سبک لاتین و تهیه‌کننده موسیقی اسپانیایی است. وی برنده پانزده جایزه لاتین گرمی و سه جایزه گرمی آواردز است. سانز برنده سه بار بهترین آلبوم سال در جشنواره لاتین گرمی بوده‌است که از هر خواننده دیگری بیشتر این جایزه را برده است. وی تاکنون هشت آلبوم و شش دی وی دی منتشر کرده‌است. سبک سانز بیشتر تأثیر گرفته از موسیقی فلامنکو که در کشور اسپانیا رواج داشته‌است اما در برخی از ترانه‌های وی ریشه‌هایی از سبک‌های هیپ هاپ و راک و مخصوصاً سالسا مشاهده می‌شود. وی همچنین در ترانه‌هایی با خوانندگانی همچون شکیرا و آلیشا کیز و علیرضا طلیسچی همکاری داشته‌است.

## آلبوم شناسی
- ۱۹۸۹: Los Chulos Son Pa' Cuidarlos
- ۱۹۹۱: Viviendo Deprisa
- ۱۹۹۳: Si Tú Me Miras
- ۱۹۹۵: ۳
- ۱۹۹۷: Más
- ۲۰۰۰: El Alma al Aire
- ۲۰۰۳: No Es lo Mismo
- ۲۰۰۶: El Tren de los Momentos
- ۲۰۰۹: Paraíso Express
- ۲۰۱۲: La Música No Se Toca